# Piotr Kropotkin
Piotr Aleksiejewicz Kropotkin (ros. Пётр Алексеевич Кропоткин; ur. 9 grudnia?/21 grudnia 1842 w Moskwie, zm. 8 lutego 1921 w Dmitrowie) – rosyjski intelektualista: działacz anarchistyczny, rewolucjonista, pisarz i eseista, a także naukowiec: filozof, politolog, socjolog, geograf, biolog i historyk. Z racji arystokratycznego pochodzenia i znaczenia dla ruchu anarchistycznego przełomu wieków zwany anarchistycznym księciem. Jako geograf i geolog badał zlodowacenia.

## Życiorys
Urodził się w książęcej rodzinie. Jego ojciec – książę Aleksiej Petrowicz Kropotkin – związany był z dworem carskim i pełnił służbę generała w carskiej armii. Jego matka – Jekaterina Niokołajewna Sulima – była natomiast córką kozackiego generała. Zmarła na gruźlicę w 1848, kiedy Piotr miał zaledwie 6 lat. Ojciec wiązał duże nadzieje z karierą wojskową syna, dlatego Piotr został oddany do elitarnego Korpusu Paziów w Petersburgu, w którym miano przygotować go do pełnienia najwyższych państwowych stanowisk. Piotr szybko jednak odnalazł się bardziej w samodzielnych studiach przedmiotów ścisłych. Pragnął rozpocząć studia uniwersyteckie, jego ojciec był temu jednak zdecydowanie przeciwny. Ostatecznie po skończeniu szkoły – zamiast w gwardii – zaczął pracę na posterunku w Irkucku.
W ciągu pięciu lat spędzonych na Syberii coraz bardziej oddalał się od roli wojskowego. Jednym z bezpośrednich bodźców ku ostatecznemu zerwaniu z tą profesją było krwawe stłumienie powstania polskich zesłańców, którzy chcieli przedostać się do Chin w 1866 (powstanie zabajkalskie). Kropotkin coraz bardziej oddawał się badaniom geograficznym i biologicznym. Odbył szereg wypraw – np. spłynął Amurem tratwą mającą dowieźć żywność dla północnych kolonii rosyjskich, objął dowództwo nad karawaną handlową do Mandżurii. Dotarł do najodleglejszych syberyjskich zakątków. Owoce czynionych przy tych okazjach badań szybko przyniosły mu sławę w świecie geograficznym. Po powrocie do Petersburga w 1867 został sekretarzem Rosyjskiego Towarzystwa Geograficznego. W ciągu następnych lat oddał się całkowicie badaniom geograficznym, uczestniczył m.in. w wyprawie glacjologicznej w Finlandii. Kiedy w 1871 umarł ojciec, mający ogromny wpływ na jego życie, zrezygnował z kariery naukowej i zaangażował się w ruch rewolucyjny, który już od czasu pobytu na Syberii coraz silniej go pociągał.
W 1872 wyjechał do Szwajcarii, gdzie jego poglądy polityczne uległy krystalizacji. Po powrocie zaangażował się w petersburski ruch, nazywany wówczas w Rosji ruchem nihilistycznym. Nihiliści spotykali się w kółkach, dyskutując zarówno o polityce, społeczeństwie, jak i o literaturze, badaniach naukowych, organizowali wykłady i korepetycje. W 1874 został aresztowany i osadzony w twierdzy Pietropawłowskiej w celi izolacyjnej. Po dwóch latach udało mu się zbiec i wyjechać do Anglii. Przez kilka lat podróżował po Europie, nawiązując wiele kontaktów i współpracując z takimi organizacjami jak I Międzynarodówka i Federacja Jurajska. W międzyczasie rozpoczął wydawanie pisma La Revolte, które z czasem stało się najbardziej znanym tytułem anarchistycznym.
W 1883 podczas pobytu we Francji – mimo międzynarodowych protestów – Kropotkin został uwięziony. Po zwolnieniu – w 1886 przeniósł się do Anglii, gdzie – mimo licznych chorób nabytych w więzieniu – prowadził działalność naukową i rewolucyjną. W tym czasie napisał większość swoich książek poświęconych tematyce społecznej. W tym samym roku, razem z Charlotte Wilson założył dwutygodnik anarchistyczny „Freedom”.
Od 1901 coraz bardziej angażował się w sprawy rosyjskie, m.in. współtworzył pismo Chleb i wolność (ros. Хлеб и воля).
W 1914 poparł I wojnę światową i wezwał wszystkie kraje do ruszenia przeciwko Niemcom. Dla wielu osób, dla których Kropotkin stanowił do tamtej pory intelektualny i moralny autorytet, taka postawa wywołała szok. Spotkała się z powszechną krytyką jego przyjaciół i spowodowała odwrócenie się wielu współpracowników.

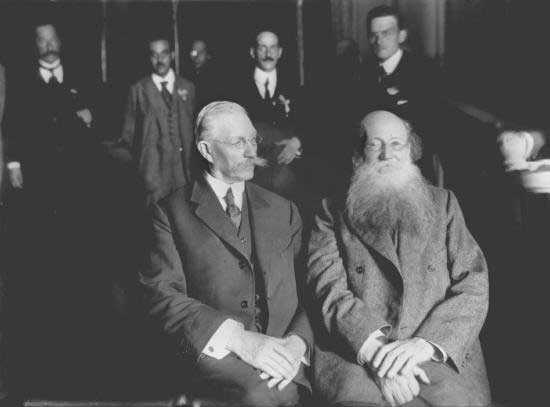
Paweł Milukow i Piotr Kropotkin na Naradzie Państwowej. Moskwa, sierpień 1917

W 1917 Kropotkin wrócił do Rosji. Początkowo zyskał uwagę i poważanie ze strony nowych władz, jednak po ostatecznym dojściu do władzy bolszewików odsunął się w cień, tym bardziej, że jego zdrowie było już znacznie nadwątlone. W tym czasie otrzymał jeszcze kilka propozycji pracy ze strony zachodnioeuropejskich uniwersytetów, zdrowie nie pozwoliło mu jednak przyjąć żadnej z nich.
Kropotkin umarł w 1921. Bliscy zmarłego odmówili przyjęcia ofiarowanego przez Lenina pogrzebu na koszt państwa i pochówku w murze kremlowskim. W wyniku protestów bolszewicy wypuścili na czas pogrzebu więzionych anarchistów. Pogrzeb zgromadził 100 tysięcy osób, stał się też po części demonstracją polityczną. Jego uczestnicy nieśli m.in. transparenty Anarchiści proszą o zwolnienie z kazamatów socjalizmu. Wielu badaczy wskazywało, że była to ostatnia w historii Związku Radzieckiego duża demonstracja.

## Poglądy naukowe i społeczne
W świecie naukowym Kropotkin znany jest przede wszystkim jako geograf. W czasie pobytu na Syberii brał udział w szeregu wypraw, podczas których prowadził badania i sporządzał mapy. Jako pierwszy odkrył na Dalekim Wschodzie ślady zlodowaceń, był też jednym z pierwszych propagatorów istnienia epoki lodowcowej. W 1873 opublikował pracę, w której dowodził, że ówczesne mapy Azji mylnie oznaczają formacje fizyczne Syberii, skierowane raczej w kierunku południowy zachód – północny wschód niż północ-południe czy wschód-zachód.

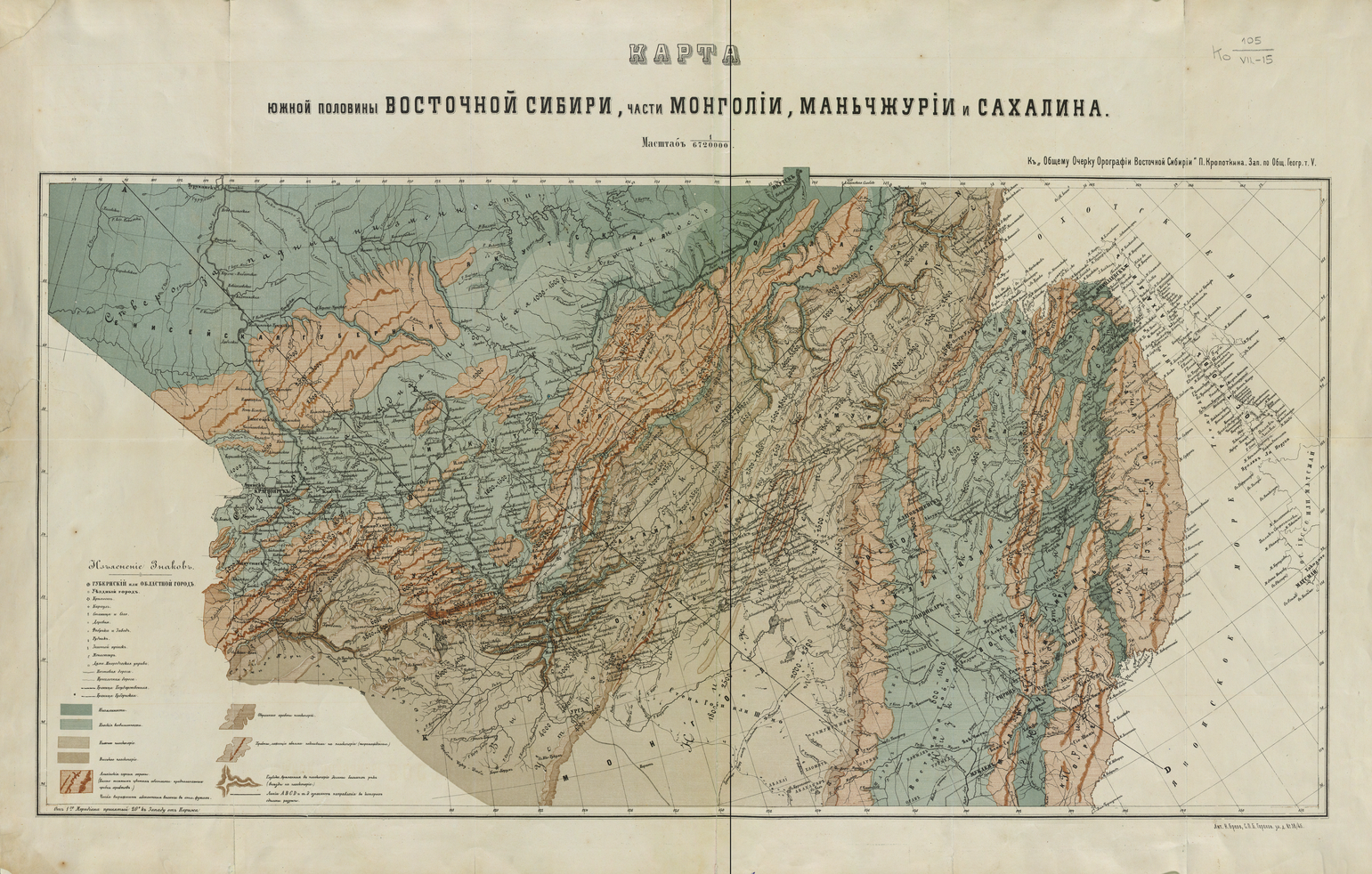
Pochodząca z 1875 r. „Mapa południowej części wschodniej Syberii wraz z częścią Mongolii, Mandżurii i Sachalina”, dołączona do Ogólnego zarysu orografii wschodniej Syberii jego autorstwa

W trakcie wypraw Kropotkin badał także florę i faunę wschodniej Syberii. Obserwacje, które wtedy poczynił, doprowadziły go do sformułowania szeregu myśli, najpełniej wyrażonych w wydanym w 1902 dziele Pomoc wzajemna jako czynnik rozwoju społeczeństw. Uważał się za bezpośredniego kontynuatora myśli Charlesa Darwina, jego poglądy ewolucyjne były jednak odmienne od poglądów większości ówczesnych darwinistów (a zwłaszcza Thomasa Malthusa). Kropotkin uważał, że zachowania altruistyczne występują w przyrodzie równie często, co zachowania egoistyczne (tzw. prawo dżungli). Altruizmu tego nie wyprowadzał jako idealistycznej wartości, lecz z czysto logicznej optymalizacji zysków i strat.
W swych książkach (zarówno w Pomocy wzajemnej..., jak i Etyce), wskazywał wiele przykładów współpracy zaobserwowanych podczas syberyjskich wypraw, i to zarówno współpracy wewnątrzgatunkowej, jak i między gatunkami. Poglądy przyrodnicze wiązał silnie z poglądami społecznymi – wykazywał, że również w ludzkich społecznościach zachowania altruistyczne odgrywają ważniejszą rolę niż się to zwykle przyjmuje. Jego sztandarowym przykładem były tu gildie w średniowiecznych miastach. Uważał, że aparat państwa tłumi te zachowania, i że ludzie najpełniej będą się realizować w społeczeństwie bezpaństwowym. Poglądy te określał mianem anarchizmu naukowego, streścił je w znanym sloganie, czy też aforyzmie: Anarchia matką ładu (ros. Aнархия мать порядка.)
Swoje wizje na temat możliwości przekształcenia obecnego społeczeństwa w społeczeństwo rządzone prawami anarchizmu komunistycznego wyraził najpełniej w książce Zdobycie chleba. Krytyce poddał praktycznie wszystkie istniejące teorie społeczne, a w szczególności kapitalizm, socjalizm utopijny i naukowy w wydaniu Marksa. Swoją koncepcję społeczną oparł na tzw. komunizmie pierwotnym, w którym środki produkcji rozdzielane są nie przez jakkolwiek pojęty aparat państwowy (którego de facto nie ma), lecz przez samo społeczeństwo. „Każdemu wedle potrzeb już od pierwszego dnia rewolucji” – to jego wielokrotnie powtarzane hasło. Człowiek miał więc stać się nie tylko właścicielem środków produkcji (jak postulował Marks), lecz również wszelkich dóbr. Można to przyrównać do totalnego uspołecznienia wszystkiego. Własność prywatna istniałaby tylko w tym sensie, że ktoś używa danych przedmiotów w określonym czasie, jednak de facto należą one do całej ludzkości. Społeczność zorganizowana samorzutnie w „komuny” sama przydziela sobie obowiązki w pracy i cele produkcyjne. Nie ma zarządów, partii, czy jakikolwiek przedstawicielstw, tak jak w koncepcjach społecznych Bakunina czy Proudhona, ponieważ są one zbędne. Wszystkie decyzje podejmowane są kolektywnie na szczeblu lokalnym.
Ta kontrowersyjna teoria społeczna, ze względu na swój utopijny charakter nie zyskała większego grona zwolenników, nawet w samym ruchu anarchistycznym. Kropotkin stworzył wizję idealnego świata, w którym żyje idealny człowiek, świadomy swoich celów, wad i zalet, stale pracujący nad samodoskonaleniem, człowiek z natury dobry. Świadom zarzutów stawianych swojej teorii, starał się udowodnić jej sensowność w dość oryginalny sposób. W napisanych przez siebie książkach „Etyka”, „Pomoc wzajemna jako czynnik rozwoju” poddał krytyce wszystkie systemy etyczne ukazujące człowieka jako jednostkę egoistyczną, na piedestale zaś postawił wybitnie społeczne cechy człowieka. Człowiek z natury jest dobry i altruistyczny, jedynie państwo ze swym aparatem przymusu uniemożliwia mu rozwój i kształtowanie pozytywnych cech charakteru. Zniesienie państwa i powrót do społeczności lokalnych jest jego zdaniem panaceum na wszelkie bolączki społeczne.
Kropotkin pod względem metodologicznym był empirystą, krytykował wszelkie formy mistycyzmu i irracjonalizmu. Jako materialista odrzucał też wszelkie nauki pozbawione możliwości weryfikacji (w tym również filozofię abstrakcyjną). Przeciwnik heglizmu i dialektyki w jakimkolwiek wydaniu.
Z dokonań na polu naukowym, warto jeszcze wymienić spory udział Kropotkina w przygotowaniu Encyclopaedia Britannica na początku XX wieku.

### Wpływ i znaczenie
Kropotkin wywarł przede wszystkim ogromny wpływ na późniejszy ruch anarchistyczny, m.in. na takich myślicieli jak Errico Malatesta czy Élisée Reclus. Stawia się go w jednym rzędzie z Michaiłem Bakuninem i Pierre Proudhonem jako jednego z ojców nowożytnego anarchizmu. Bez wątpienia był dla ruchów anarchistycznych i socjalistycznych przełomu XIX i XX wieku ogromnym autorytetem moralnym (świadczy choćby o tym fakt wspomnianej demonstracji na pogrzebie Kropotkina). Sam jednak nie zbudował jakiegokolwiek ruchu anarchistycznego/socjalistycznego. Był „dobrym duchem” szeroko pojętego ruchu wolnościowego tamtych lat i jednocześnie ostatnim wielkim teoretykiem anarchizmu. Umarł podziwiany i lubiany, nawet przez swoich oponentów, w momencie zwycięstwa rosyjskiego totalitaryzmu, który tak naprawdę był całkowitym zaprzeczeniem tego w co wierzył i o co walczył przez całe życie.
Jego pozageograficzne badania naukowe przez długi czas były niedoceniane. Wielokrotnie przytacza się je jednak dzisiaj – przy okazji np. teorii gier, a także teorii ewolucyjnych, chociaż niemal wszyscy biologowie zgadzają się, że optymistyczne poglądy Kropotkina związane były z terenami, na których prowadził badania. Surowy klimat Syberii skłania bardziej do zachowań altruistycznych, wymaganych przy zmaganiach z niesprzyjającymi życiu warunkami, zupełnie inna sytuacja panuje zaś np. w klimacie tropikalnym, w którym energia osobników pożytkowana jest bardziej na walkę z innymi uczestnikami ekosystemu niż z przeciwnościami klimatu. Kropotkin nie wziął tego pod uwagę, aczkolwiek wielokrotnie podkreślał, że nie neguje znaczenia zachowań egoistycznych dla ewolucji.
W teorii gier nazwisko Kropotkina przytaczane jest przy tzw. iterowanym dylemacie więźniów. Dylemat więźnia brzmi mniej więcej tak: dwie osoby popełniły zbrodnię i siedzą w więzieniu, ale sąd dysponuje dowodami wystarczającymi do skazania ich jedynie za jakieś słabsze przestępstwo. Za złożenie zeznań przeciw drugiemu więźniowi, więzień ma szansę zostać zwolniony. Więźniowie nie mogą się komunikować. Jeśli obaj na siebie nadadzą – obaj otrzymają każdy 5 lat odsiadki, jeśli obaj nie będą zeznawać – każdy dostanie 6 miesięcy, jeżeli zezna tylko jeden – zostanie wypuszczony z więzienia, a jego kolega otrzyma 10 lat. W tym przypadku najlepszą strategią jest zeznawanie. Można jednak rozważyć sytuację, w której więźniowie byliby stawiani przed takimi wyborami raz za razem i wiedzieliby o decyzjach podjętych przez partnerów ostatnim razem. W tym przypadku efektywną strategią jest strategia wet za wet, a najlepszą sytuacją: współpraca obu więźniów. Te rozważania (znane z prac Roberta Axelroda) mają swoje zastosowanie w teorii ewolucji (wspomina o tym np. Richard Dawkins w książce Samolubny gen). Współgrają one z poglądami ewolucyjnymi Kropotkina.
Życiorys Kropotkina, a zwłaszcza jego autobiografia Wspomnienia rewolucjonisty wywarły duże wrażenie na wielu twórcach. Jako ulubioną lekturę przytaczali je m.in. Franz Kafka i Edward Stachura.
Jego nazwiskiem nazwano miasto w Rosji. 

## Wybrane publikacje

### Książki
- W rosyjskich i francuskich więzieniach (In Russian and French Prisons. London: Ward and Downey, 1887. (ang.). Brak numerów stron w książce)
- Pola, fabryki i warsztaty (Fields, Factories and Workshops. London: Hutchinson, 1899. (ang.). Brak numerów stron w książce)
- Wspomnienia rewolucjonisty (Memoirs of a Revolutionist. New York: Houghton, 1899. (ang.). Brak numerów stron w książce; wyd. polskie w przekładzie Marii Sarneckiej – Lwów: nakładem tłumacza, 1903)
- Pomoc wzajemna jako czynnik rozwoju (Mutual Aid: A Factor of Evolution. London: Heinemann, 1902. (ang.). Brak numerów stron w książce; wyd. polskie w przekładzie Jana Hempla – Warszawa: „Książka”, 1919)
- Literatura rosyjska. Ideały i realia (Ideals and realities in Russian literature. Boston: McClure, 1905. (ang.). Brak numerów stron w książce)
- Wielka rewolucja francuska 1789-1793 (La Grande Révolution 1789-1793. Paris: Stock, 1909. (fr.). Brak numerów stron w książce; pierwsze pełne wyd. polskie w przekładzie Romana Thorna – Warszawa: „Książka”, 1923-25)
- Etyka. Pochodzenie i rozwój moralności (Etika. Petrograd-Moscow: Golos Truda, 1922. (ros.). Brak numerów stron w książce; wyd. polskie w przekładzie Jadwigi Bornsteinowej – Łódź: „Słowo”, 1949)

### Zbiory artykułów
- Mowy buntownika (Paroles d’un Révolté. Paris: Flammarion, 1885. (fr.). Brak numerów stron w książce)
- Zdobycie chleba (La Conquête du Pain. Paris: Stock, 1892. (fr.). Brak numerów stron w książce; wyd. polskie w przekładzie Stanisława Stempowskiego – Lwów: Polskie Towarzystwo Nakładowe, 1904)